# Elén Shakírova
Elén Rafaélovna Shakírova, de nacimiento Bunatiánts en Ruso:Элен Рафаэловна Шакирова/Бунатья́нц (nacida el 2 de junio de 1970 en Mary, Antigua URSS, actualmente Turkmenistán) es una exjugadora de baloncesto rusa.  Consiguió 5 medallas en competiciones internacionales, una con la Unión Soviética, una con la CEI y las tres restantes con Rusia. 